# 구글 넥서스
구글 넥서스(영어: Google Nexus)는 구글이 다른 제조사와 함께 합작하여 개발한 안드로이드 디바이스 시리즈이다. 넥서스 폰의 목적은 순수한 안드로이드 스마트폰(Android Open Source Project, AOSP)을 제공하는 것이다.넥서스 폰은 플래그십 안드로이드 디바이스라고도 볼 수 있다. 넥서스 6P와 넥서스 5X는 가장 최근에 나온 넥서스 폰 시리즈이다.

## 스마트폰

### 넥서스 원
넥서스 원은 넥서스 시리즈의 첫 휴대전화로, HTC가 제조했다. 안드로이드 2.1 이클레어를 탑재하고 2010년 1월에 출시되었으며, 2010년 5월에 안드로이드 2.2 프로요로 업데이트되었다. 후에 안드로이드 2.3 진저브레드로도 업데이트되었으나 구글이 넥서스 원에 대한 지원 중단을 발표하면서 안드로이드 4.0 아이스크림 샌드위치로는 업데이트되지 않았다.

### 넥서스 S
넥서스 S는 삼성전자가 제조하였으며 2010년 12월에 안드로이드 2.3 진저브레드를 탑재하여 출시되었다. 2011년 12월에는 안드로이드 4.0 아이스크림 샌드위치로 업데이트되었으며, 현재는 안드로이드 4.1 젤리빈으로 업데이트되었다.

### 갤럭시 넥서스
갤럭시 넥서스는 삼성전자가 제조하였으며, 2011년 11월에 안드로이드 4.0 아이스크림 샌드위치를 탑재하여 출시되었다. 2012년 7월에 최신 안드로이드 소프트웨어인 4.1 (젤리빈)로 업데이트되었다. 브라질에서는 '넥서스' 브랜드의 저작권 때문에 갤럭시 X란 이름으로 알려져있다.(현재는 지원이 중단되었다.)

### 넥서스 4
넥서스 4는 LG전자가 제조한 구글 넥서스 라인의 스마트폰이다. 안드로이드 4.2 젤리빈이 탑재된 첫 기기이다. 4.7인치 강화 고릴라 글래스 2 터치스크린 (1280 x 768 픽셀 해상도), 1.5GHz 퀄컴 스냅드래곤 S4 프로 쿼드코어 프로세서, 800만 화소 후면 카메라, 130만 화소 전면 카메라에 넥서스 시리즈로는 최초로 무선 충전 기능을 탑재하였다. 가격은 8GB 모델이 US$299이며 16GB 모델이 US$349이다. 안드로이드 5.1 이후 지원이 중단되었다.

### 넥서스 5
넥서스 5는 LG전자가 제조한 구글 넥서스 라인의 스마트폰이다. 안드로이드 4.4 킷캣이 탑재된 첫 기기이다. 4.95인치 강화 고릴라 글래스 3 터치스크린 (1080 x 1920 픽셀 해상도), 2.26GHz 퀄컴 스냅드래곤 800 쿼드코어 프로세서, 800만 화소 후면 카메라, 130만 화소 전면 카메라를 탑재하였다. 가격은 16GB 모델이 459,000 원이며, 32GB 모델이 519,000 원이다. 현재 6.0.1로 업그레이드가 가능하다.

### 넥서스 6
넥서스 6는 모토로라 모빌리티가 제조한 구글 넥서스 라인의 스마트폰이다. 안드로이드 5.0 롤리팝이 탑재된 첫 기기이다. 5.95인치 강화 고릴라 글래스 3 터치스크린 (2560 x 1440 픽셀 해상도), 2.7GHz 퀄컴 스냅드래곤 805 쿼드코어 프로세서, 1300만 화소 후면 카메라, 200만 화소 전면 카메라를 탑재하였다. 이 휴대폰 역시 안드로이드 6.0.1로 업그레이드가 가능하다.

### 넥서스 5X
넥서스 5X는 LG전자가 제조한 구글 넥서스 라인의 최신 스마트폰이다. 안드로이드 6.0 마시멜로가 선탑재된 첫기기이다. 현재 8.0으로 업그레이드가 가능하다.

### 넥서스 6P
넥서스 6P는 화웨이가 제조한 구글 넥서스 라인의 최신 스마트폰이다. 안드로이드 6.0 마시멜로가 선탑재된 두번째 기기이다. 넥서스 라인 최초로 128GB 모델이 출시되었다. 현재 7.0으로 업그레이드가 가능하다.

### 휴대폰 비교
| 모델            | 넥서스 원                                                                                                | 넥서스 S                                                                                           | 갤럭시 넥서스                                                                             | 넥서스 4                                                                               | 넥서스 5                                                                                 | 넥서스 6                                                                            | 넥서스 5X                                                               | 넥서스 6P                                                                      |
| --------------- | --- | -------------------------------------------------------------------------------------------------- | ----------------------------------------------------------------------------------------- | -------------------------------------------------------------------------------------- | ---------------------------------------------------------------------------------------- | ----------------------------------------------------------------------------------- | ----------------------------------------------------------------------- | ------------------------------------------------------------------------------ |
| 제조사          | HTC | 삼성전자                                                                                           | 삼성전자                                                                                  | LG전자                                                                                 | LG전자                                                                                   | 모토로라 모빌리티                                                                   | LG전자                                                                  | 화웨이                                                                         |
| 상태            | 생산 중단                                                                                                | 생산 중단                                                                                          | 생산 중단                                                                                 | 생산 중단                                                                              | 생산 중단                                                                                | 생산 중단                                                                           | 발매                                                                    | 발매                                                                           |
| 발매일          | 2010년 1월                                                                                               | 2010년 12월                                                                                        | 2011년 11월                                                                               | 2012년 11월                                                                            | 2013년 11월                                                                              | 2014년 11월                                                                         | 2015년 10월                                                             | 2015년 11월                                                                    |
| 그림            | | |                                                                                           |                                                                                        |                                                                                          |                                                                                     |                                                                         |                                                                                |
| 안드로이드 버전 | 2.1로 출시 2.3.6으로 업데이트 가능                                                                       | 2.3으로 출시 4.1.2로 업데이트 가능                                                                 | 4.0으로 출시 4.3으로 업데이트 가능                                                        | 4.2로 출시 5.1로 업데이트 가능                                                         | 4.4로 출시 6.0.1로 업데이트 가능                                                         | 5.0으로 출시 6.0.1로 업데이트 가능                                                  | 6.0으로 출시 7.0으로 업데이트 가능                                      | 6.0으로 출시 7.0으로 업데이트 가능                                             |
| 크기            | 세로: 119 mm 가로: 59.8 mm 두께: 11.5 mm                                                                 | 세로: 123.9 mm 가로: 63.0 mm 두께: 10.8 mm                                                         | 세로: 135.5 mm 가로: 67.94 mm 두께: 8.94 mm 두께: 9.47 (LTE)                              | 세로: 133.9 mm 가로: 68.7 mm 두께: 9.1 mm                                              | 세로: 137.8 mm 가로: 69.1 mm 두께: 8.9 mm                                                | 세로: 157.2 mm 가로: 82.9 mm 두께: 10.0 mm                                          | 세로: 147.0 mm 가로: 72.6 mm 두께: 7.9 mm                               | 세로: 159.3 mm 가로: 77.8 mm 두께: 7.3 mm                                      |
| 무게            | 130 g | 129.0 g (아몰레드 버전) 140.0 g (슈퍼 클리어 LCD 버전)                                             | 135 g                                                                                     | 139 g                                                                                  | 130 g                                                                                    | 185 g                                                                               | 136 g                                                                   | 178 g                                                                          |
| CPU             | 1 GHz 퀄컴 스콜피온                                                                                      | 1 GHz 싱글코어 ARM Cortex-A8                                                                       | 1.2 GHz 듀얼코어 ARM Cortex-A9                                                            | 1.5 GHz 쿼드코어 크래이트 APQ8064                                                      | 2.26 GHz 쿼드코어 크래이트 MSM8974A                                                      | 2.7 GHz 쿼드코어 크래이트 MSM8974AC                                                 | 1.8 GHz 듀얼코어 ARM Cortex-A57 쿼드코어 ARM Cortex-A53 (big.LITTLE)    | 2.0 GHz 쿼드코어 ARM Cortex-A57 쿼드코어 ARM Cortex-A53 (옥타코어, big.LITTLE) |
| 메모리          | 512 MB                                                                                                   | 512 MB                                                                                             | 1 GB                                                                                      | 2 GB                                                                                   | 2 GB                                                                                     | 3 GB                                                                                | 2 GB                                                                    | 3 GB                                                                           |
| 내장 메모리     | 512 MB (애플리케이션 설치 공간 190 MB)                                                                   | 16 GB iNAND (partitioned 1 GB internal storage                                                     | 16 또는 32 GB                                                                             | 8 또는 16 GB                                                                           | 16 또는 32 GB 데이터 파티션과 공간 공유                                                  | 32 또는 64 GB 데이터 파티션과 공간 공유                                             | 16 또는 32 GB 데이터 파티션과 공간 공유                                 | 32, 64 또는 128 GB 데이터 파티션과 공간 공유                                   |
| 외장 메모리     | microSDHC 슬롯 (32 GB까지 지원)                                                                          | 지원 안함                                                                                          | 지원 안함                                                                                 | 지원 안함                                                                              | 지원 안함                                                                                | 지원 안함                                                                           | 지원 안함                                                               | 지원 안함                                                                      |
| 화면            | 발매 초기: 아몰레드 그 후: 슈퍼 클리어 LCD 3.7 인치 480×800 화소 254 ppi 3:5 가로세로비 WVGA 24비트 컬러 | 800×480 화소 4.0 인치 233 ppi WVGA 슈퍼 아몰레드 펜타일 또는 슈퍼 클리어 LCD 디스플레이 (GT-i9023) | 4.65 인치 RGBG-매트릭스 (펜타일) HD 슈퍼 아몰레드 1280×720 화소 (316 ppi) 16:9 가로세로비 | 4.7 인치 TrueHD+ IPS 고릴라 글래스 2 강화 코팅 1280×768 화소 (320 ppi) 15:9 가로세로비 | 4.95 인치 TrueHD+ IPS 고릴라 글래스 3 강화 코팅 1080×1920 화소 (445 ppi) 16:9 가로세로비 | 5.95 인치 AMOLED 고릴라 글래스 3 강화 코팅 2560×1440 화소 (491 ppi) 16:9 가로세로비 | 5.2 인치 FullHD LCD 디스플레이 1920×1080 화소 (423 ppi) 16:9 가로세로비 | 5.7 인치 WQHD AMOLED 디스플레이 2560×1440 화소 (518 ppi) 16:10 가로세로비      |
| 생산 중단       | 2011년                                                                                                   | |                                                                                           |                                                                                        |                                                                                          |                                                                                     |                                                                         |                                                                                |

## 태블릿

### 넥서스 7

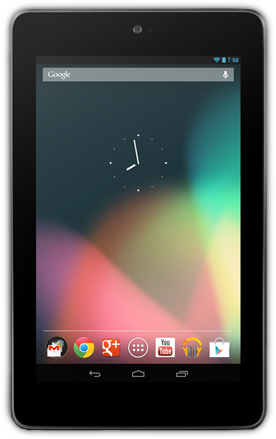
구글의 첫 태블릿 넥서스 7

구글은 2012년 6월 27일 구글 개발자 대회에서 에이수스와 함께 개발한 7인치 태블릿 컴퓨터 넥서스 7을 공개했다. 이 태블릿은 안드로이드 4.1 젤리빈을 탑재한 첫 장치이다.

### 넥서스 7 (2세대)
구글은 넥서스 7 (Nexus 7 (2nd Generation))을 2013년 7월 24일 미국 샌프란시스코의 구글 본사에서 안드로이드 4.3과 크롬캐스트와 함께 발표했다. 이 장치는 에이수스가 제조하고, 구글에서 판매하는 구글 넥서스 시리즈의 두 번째 소형 안드로이드 태블릿 컴퓨터이다.

### 넥서스 9

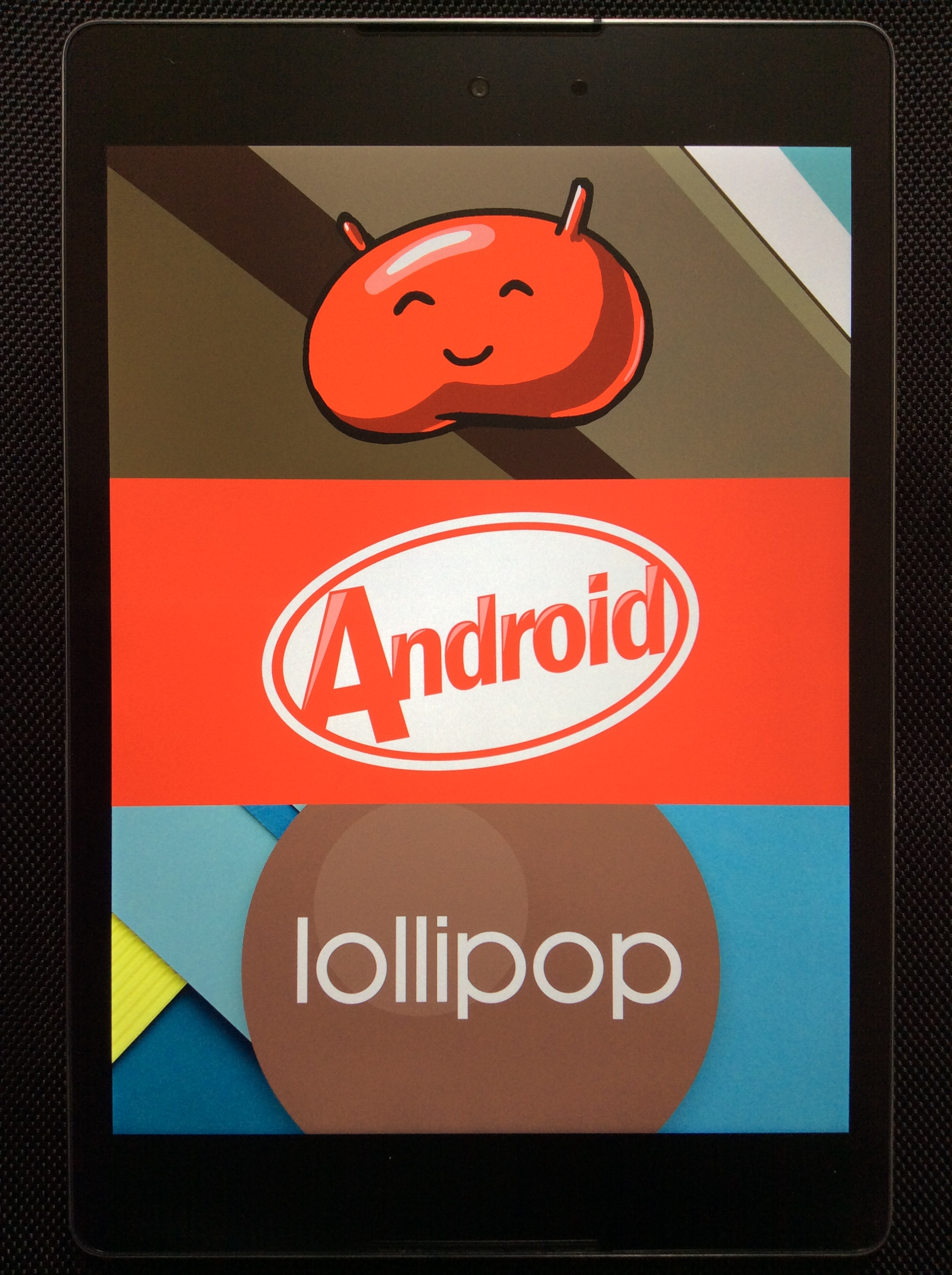
넥서스 9

구글은 넥서스 9 (Nexus 9)을 구글 본사에서 안드로이드 5.0과 함께 발표했다. 이 장치는 HTC가 제조하고, 구글에서 판매하는 구글 넥서스 시리즈의 안드로이드 태블릿 컴퓨터이다.

## 다른 기종
- 넥서스 Q
- 넥서스 플레이어

## 같이 보기
- 넥서스
- 크롬캐스트
- 구글 에디션